# Björntjärnen (Anundsjö socken, Ångermanland, 707178-160800)
Björntjärnen är en sjö i Örnsköldsviks kommun i Ångermanland och ingår i Moälvens huvudavrinningsområde.